# Mieczysław Łętowski
Mieczysław Łętowski, pseud. „Mały” „Janek”, „Nałęcz” (ur. 1 stycznia 1902 w Warszawie, zm. 27 listopada 1951 w Łodzi) – komendant Chorągwi Łódzkiej Związku Harcerstwa Polskiego, szef Biura Informacji i Propagandy ZWZ-AK Okręgu Łódź.

## Życiorys
Syn Eugeniusza Łętowskiego i Eleonory Wasiak.
Podczas wojny polsko-bolszewickiej służył jako ochotnik w Wojsku Polskim. 
W okresie międzywojennym wraz z Adamem Ciołkoszem i Stanisławem Dubois organizował Czerwone Harcerstwo, powrócił jednak do ZHP.
Podczas II wojny światowej, w latach 1940–41 był szefem Biura Informacji i Propagandy ZWZ-AK Okręgu Łódź. Organizował Chorągiew Łódzka Szarych Szeregów, aresztowany, a po wyjściu z więzienia działał w Kwaterze Głównej Szarych Szeregów w Warszawie.
Więzień obozów koncentracyjnych Auschwitz i Mauthausen. Po uwolnieniu 5 maja 1945 i powrocie do Łodzi sprawował funkcję komendanta Chorągwi Łódzkiej Związku Harcerstwa Polskiego.
Odznaczony m.in. Krzyżem Niepodległości.
W 1932 poślubił Jadwigę Majewską.
Pochowany został na Starym Cmentarzu w Łodzi (kwatera 1-d).